# ورزشگاه جدید بالاسترا
ورزشگاه جدید بالاسترا (به اسپانیایی: Estadio La Nueva Balastera) با ظرفیت ۸٬۱۰۰ نفر یکی از ورزشگاه‌های فوتبال کشور اسپانیا است که در شهر پالنسیا ایالت کاستیا و لئون واقع شده‌است. این ورزشگاه در سال ۱۹۴۳ بازگشایی شد و در حال حاضر بازی‌های خانگی باشگاه فوتبال پالنسیا در آن برگزار می‌کیرد